# مهندسی سامسونگ
مهندسی سامسونگ (به کره‌ای: 삼성엔지니어링) شرکت خدمات مهندسی کره‌ای است، که در زمینه ارائه خدمات مدیریت پروژه و اجرای پروژه‌های ساخت‌وساز، کارخانجات صنعتی، پالایشگاه‌ها، نیروگاه‌های برق و احداث زیرساخت‌های شهری فعالیت می‌کند.
شرکت مهندسی سامسونگ در سال ۱۹۷۰ توسط گروه سامسونگ تأسیس شد و هم‌اکنون به‌عنوان یک پیمان‌کار ئی‌پی‌سی دارای عملیات در ۴۰ کشور جهان است، همچنین دارای شعبه در کشورهای عربستان سعودی، امارات متحده عربی، تایلند، هند، ترینیداد و توباگو و مکزیک می‌باشد.
دفتر مرکزی این شرکت در شهر سئول، کره جنوبی قرار دارد و بخشی از سهام آن در بازار بورس کره معامله می‌شود.